# Carlo Tassi
Carlo Tassi (Piacenza, 12 giugno 1938 – Orvieto, 3 agosto 1994) è stato un politico italiano.

## Biografia
Nato a Piacenza, dove viveva, avvocato, alle elezioni politiche del 1972 viene candidato alla Camera dei deputati, tra le liste del Movimento Sociale Italiano-Destra Nazionale nella circoscrizione Parma-Modena-Piacenza-Reggio nell'Emilia, risultando eletto deputato. Nel corso della XI legislatura ha fatto parte dell'11ª Commissione Agricoltura e foreste. Fu deputato per altre tre legislature: IX, X e XI.
Durante l'elezione del Presidente della Repubblica del 1992 si distinse per un battibecco con il presidente della Camera (e futuro eletto Presidente della Repubblica) Oscar Luigi Scalfaro, dove quest'ultimo cercava di zittirlo mentre urlava a macchinetta "ladri!" contro i banchi della maggioranza agitando un paio di manette; Tassi replicò a Scalfaro, che ribatté: "Ma non c’è nessuna norma che la obblighi a ragionare! Comunque complimenti, lei deve avere un polmone di riserva".
Il 3 agosto 1994 muore in un incidente stradale, avvenuto poco dopo le 13:30 sull'autostrada A1 Roma-Firenze nel tratto tra Attigliano e Orvieto, dove, alla guida di una Mercedes, invade la corsia di marcia e si scontra con un'Alfa Romeo 164, nel quale rimane ucciso anche il conducente Gianfranco Viganò.
È stato sposato con Patrizia Bozzini ed aveva due figli, uno dei quali, Marco, divenne anch'egli avvocato ed è stato consigliere comunale e assessore di Piacenza.
A pochi mesi dal trentennale della sua scomparsa la moglie e il figlio Marco hanno fatto richiesta alle istituzioni locali per «Un giardino - o un altro riconoscimento simile - intitolato a Carlo Tassi, nella sua città, Piacenza».